# Sica (arma)

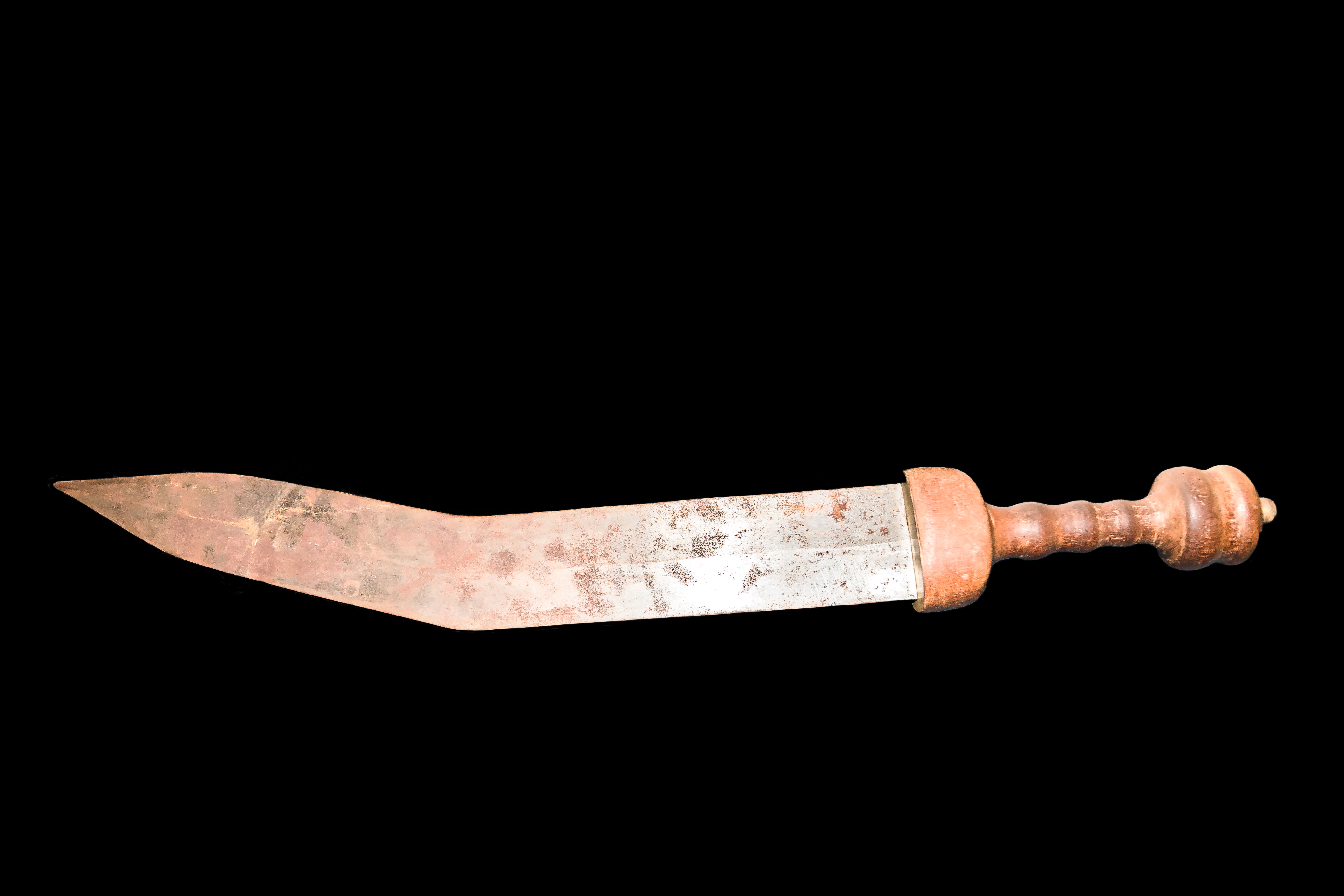
Sica (pugnale ricurvo)

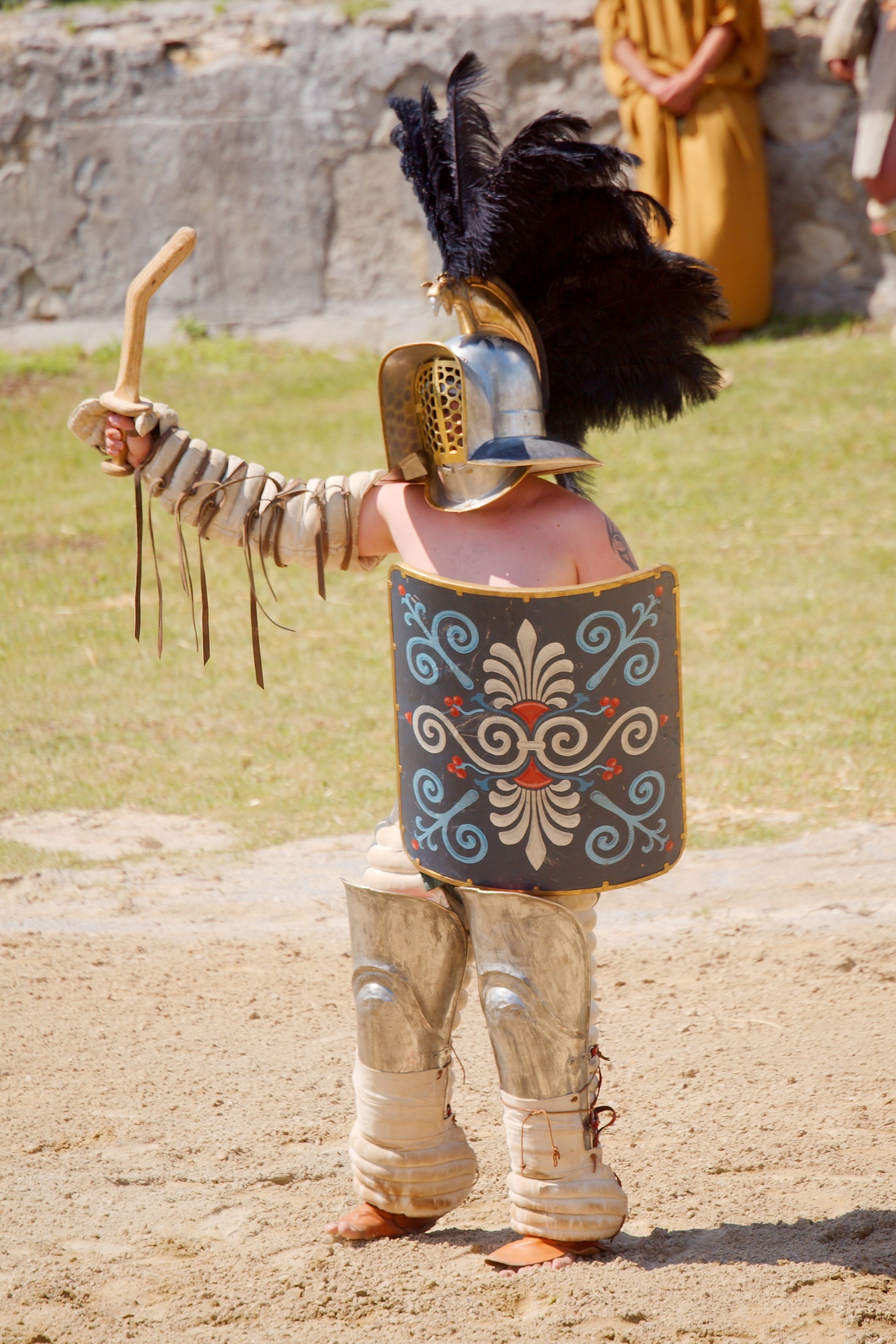
Un trace che impugna la caratteristica sica, in una ricostruzione storica in costume

La sica era un'arma bianca simile ad una spada corta o un grande pugnale utilizzata degli antichi Sicani, Illiri, Traci e Daci, usata anche a Roma, originaria della cultura di Hallstatt. 
Originariamente era raffigurata come una spada ricurva (vedi il mosaico di Zliten e numerose lampade a olio) e molti esempi sono stati trovati in quella che è oggi Albania, Bosnia ed Erzegovina, Bulgaria, Serbia e Romania. È raffigurata anche sulla Colonna Traiana; in particolare il re Decebalo è raffigurato mentre muore suicida con una sica.

## Storia
I romani consideravano la sica un'arma propriamente illirica. La sica era l'arma da mischia principale tra gli Illiri. 
Secondo lo storico John Wilkes:
Sebbene una corta spada ricurva fosse usata da diversi popoli del Mediterraneo, i Romani consideravano la "sica" come un'arma propriamente Illirica usata dal "sicario" (sicarius)
Mentre le prime sicae si presentavano con lama a un solo taglio, quelle successive erano evidentemente a doppio taglio. La forma specifica era progettata per aggirare i lati dello scudo del nemico, pugnalarlo o trapassarlo dalla schiena. Siccome l'avversario abituale del gladiatore trace era il mirmillone dotato del grande scudo (lo scutum), un'arma come la sica era necessaria per rendere il duello più equilibrato ed eccitante.
La sica era l'arma comunemente usata dai Sicani (da cui deriva il termine sicario) e dai Traci, ed è visibile nelle loro mani lungo tutta la Colonna traiana.

## Stile di combattimento
La sica veniva usata solamente con la curva rivolta verso il basso, concava, e lo stile di combattimento era simile a quello del kama. Consentiva, se usata con maestria, di tranciare un arto con facilità. Era molto temuta dai legionari romani, e comportò delle modifiche nella progettazione delle loro armature.
Questa spada poteva anche essere usata, in mani esperte, per uccidere in un colpo solo. Mantenendo la curvatura rivolta verso il basso la punta si sarebbe con facilità agganciata all'elmo del nemico. Il trace poteva smuovere poi la spada dirigendola verso l'alto entro la mascella e attraverso la faccia uccidendolo all'istante.

## Etimologia
Dal Proto-Albanese *tsikā (Alb."thikë") 
In albanese il coltello si chiama thika, riferimento palese all'origine di questo popolo con i cittadini che popolavano i Balcani nell'antichità classica: illiri, daci e traci.